# M (metro de Nueva York)
La M 6th Avenue Local (línea M local de la Sexta Avenida) es un servicio de la división B del metro de la ciudad de Nueva York. Las señales de las estaciones, el mapa del metro de Nueva York, y los letreros digitales están pintados en color naranja, ya que representa el color de la Línea de la Sexta Avenida en Manhattan.
El servicio M opera de lunes a viernes entre avenida Metropolitana en Middle Village, Queens, y la 71.ª Avenida, siendo la única línea que opera dos veces en el mismo borough. En las mañanas, noches,y fines de semana, el servicio M es limitado, operando desde la avenida Metropolitana hacia la avenida Myrtle/Broadway en Brooklyn. La M opera como servicio local en toda su ruta.
La flota del servicio M consiste principalmente en vagones modelos R160A.
Las siguientes líneas son usadas por el servicio M:
| Línea                                                                                               | Vías  | Cuando         |
| --------------------------------------------------------------------------------------------------- | ----- | -------------- |
| Línea de la Avenida Myrtle desde la Avenida Metropolitana hasta la avenida Myrtle (línea completa)  | N/D   | siempre        |
| Línea Jamaica al oeste de la Avenida Myrtle                                                         | local | días de semana |
| Puente Williamsburg                                                                                 | N/D   | días de semana |
| Conexión de la Calle Chrystie desde la calle Essex hasta la Broadway-Lafayette                      | N/D   | días de semana |
| Línea de la Sexta Avenida desde la Broadway-Lafayette hasta la 47th–50th Streets–Rockefeller Center | N/D   | días de semana |
| Túnel de la calle 53                                                                                | N/A   | días de semana |
| Línea Queens Boulevard desde la 5ª Avenida y calle 53 hasta Forest Hills–71.ª Avenida               | local | días de semana |

## Historia

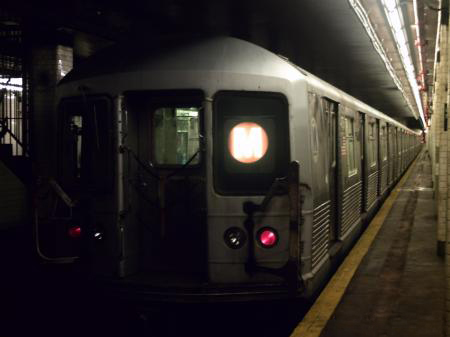
Tren M modelo R42s en la calle Chambers.

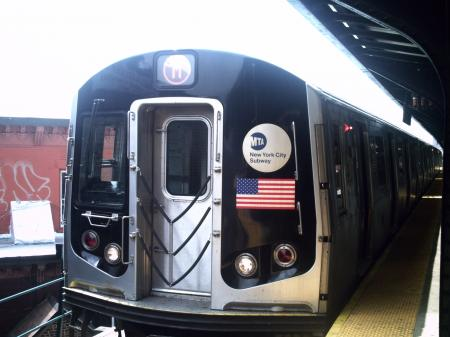
Tren M rumbo a Metropolitan Avenue- en la estación de las avenidas Myrtle-Wyckoff.

Hasta 1914, el único servicio en la avenida Myrtle (este de la Grand Avenida) fue un servicio local entre Park Row (vía el puente Brooklyn) y Middle Village (numerado como 11 en 1924). Una rampa de dos vías conecta a la línea de la Avenida Myrtle con la línea Broadway (Brooklyn) en Broadway–Myrtle Avenue fue abierta el 29 de julio de 1914, permitiendo otro segundo servicio, durante él en las líneas de la Avenida Myrtle–Calle Chamber. Estos trenes operaban sobre el puente Williamsburg hasta la estación de la calle Chambers en el Bajo Manhattan, y funcionaba también sobre las vías expresas de Broadway (Brooklyn) durante los días de semana y los sábados en horas pico. El número 10 fue asignado al servicio en 1924.
El servicio de los domingos fue suprimido en junio de 1933, todos los trenes que operaban los sábados empezaron a operar como rutas locales el 28 de junio de 1952, y el 28 de junio de 1958 todo el servicio de los sábados y medio días fue cortado, operando solamente durante las horas pico de los días de semana, y expreso en las direcciones congestionadas (salteándose paradas entre la avenida Marcy y la avenida Myrtle, como lo hace el servicio J/Z). El servicio M fue asignado para que operase a principios de los 1960s, con una sola letra porque era una línea expresa. Ya que aún no se usaban en los vagones las nuevas asignaciones de letras en el servicio Myrtle–Chambers, permaneció marcado como el servicio 10; mientras que los letreros de la "calle M Nassau" fueron usados para servicios especiales de horas picos entre la calle Nassau de la línea Brighton y la línea de la Cuarta Avenida (la QJ y la RJ después de 1967). Los símbolos M empezaron a usarse en los trenes de Myrtle–Chambers una vez que la  conexión de la calle Chrystie abriese a finales de 1967.
La segunda mitad de la conexión de la calle Chrystie abrió el 1 de julio de 1968, y el servicio JJ, en la que antiguamente había operado en la calle Nassau hacia la calle Broad, fue cambiada hacia la nueva locación de la línea de la Sexta Avenida. Para reemplazar este servicio hasta la calle Broad, el servicio M fue extendido a dos estaciones, desde la calle Chambers hasta la calle Broad. La mitad oeste de la línea de la Avenida Myrtle fue cerrada el 3 de octubre de 1969, terminando con el servicio MJ. Para reponer la pérdida, el servicio M fue expandido para que operara durante los medio días, y el nuevo "shuttle" (servicio que va y viene en una sola dirección) del servicio SS que operaba entre Broadway–Avenida Myrtle y la avenida Metropolitana durante otro tiempo.
El 2 de enero de 1973, durante el día, el servicio QJ fue truncado hacia la calle Broad como el servicio J, y el servicio M fue extendido más allá de la calle Broad durante el día a lo largo de la antigua ruta del servicio the QJ que era entre Coney Island-Avenida Stillwell, vía el túnel de la calle Montague y las vías locales de la línea Brighton. Para este tiempo, el servicio de horas libres SS shuttle había sido renombrado como parte del servicio M. El servicio local K fue eliminado el 27 de agosto de 1976, y la M se convirtió en un servicio completo local para proveer un servicio adecuado en Williamsburg, Brooklyn.
La reconstrucción de la línea Brighton empezó el 26 de abril de 1986, y el servicio de día de la M fue trasladado a la línea de la Cuarta Avenida (expresa) al sur de la avenida DeKalb. En 1987 la ruta fue cambiada para dividirse de la Cuarta Avenida hacia la calle 36, operando a lo largo de la línea West End hacia la Novena Avenida durante los medio días y más allá de Bay Parkway durante las horas pico. Este servicio de Bay Parkway duplicaba un patrón que había estado en operación como el servicio TT hasta finales de 1967. El servicio M a lo largo de la Cuarta Avenida fue trasladado a las vías locales en 1994, cambiando con el servicio N, en la que había operado como ruta local desde que la M fue movida en 1987. El servicio de mediodía M fue truncado en la calle Chambers en abril de 1995, dándole la forma actual del servicio M.
La reconstrucción de las [Williamsburg Bridge subway tracks|vías del puente Williamsburg]] en 1999 dividió al servicio M en dos. Un servicio operó entre Middle Village-Avenida Metropolitana y la avenida Marcy. La otra operaba durante las horas picos entre Bay Parkway y Chambers. Un shuttle provee servicio a la línea de la Calle Nassau.
Desde el 22 de julio de 2001 hasta el 22 de febrero de 2004, el trabajo que se hacía en las vías del puente de Manhattan resultó en una extensión hacia la Novena Avenida, al igual que otra extensión de servicio en horas pico. Este cambio preservó el servicio entre la línea West End y el Barrio Chino de Manhattan para los pasajeros que tomarían el servicio B hasta la calle Grand.
Los Ataques del 11 de septiembre de 2001 causaron una reducción temporal del servicio M a un servicio shuttle completo. Fue extendido a servicio completo en la línea Sea Beach hasta Coney Island–Avenida Stillwell, reemplazando al servicio N, desde el 17 de septiembre hasta el 28 de octubre.

### Servicio MJ
Entre 1931 y 1937 los trenes del servicio 11 dejaron de operar sobre el puente de Brooklyn, y terminando en la estación de la calle Sands en el lado de Brooklyn. El 5 de marzo de 1944, la línea de la Avenida fue cerrada al oeste del puente–Calles Jay, y todos los trenes del servicio 11 fueron truncados ahí (con una transferencia gratuita hacia las líneas IND en la calle Jay–Borough Hall).
En 1967, Cuando la conexión de la calle Chrystie abrió, el servicio MJ fue asignado al servicio 11. El símbolo MJ solo fue colocado en los letreros y mapas; los vagones a lo largo de esa ruta, nunca tuvieron símbolos designados o letras. Con la apertura de la conexión de la calle Chrystie el 26 de noviembre de 1967, las nuevas letras oficialmente de los servicios 10 y 11 fueron colocadas en los letreros y mapas.
El medio oeste de la Línea de Myrtle Avenue se cerró el 3 de octubre de 1969, terminando con el servicio MJ.

## Estaciones
Para una lista más detallada sobre las estaciones, ver los artículos sobre las líneas enumeradas anteriormente
| Leyenda de la estación de servicio                       | Leyenda de la estación de servicio                       |
| -------------------------------------------------------- | -------------------------------------------------------- |
| Hace paradas todo el tiempo                              | Paradas todo el tiempo                                   |
| Hace paradas todo el tiempo                              | Paradas todo el tiempo excepto a altas horas de la noche |
| Hace paradas sólo en la noche                            | Paradas sólo en la noche                                 |
| Hace paradas sólo los días de semana                     | Paradas en días de semana                                |
| Hace paradas todo el tiempo, excepto en horas pico       | Paradas todo el tiempo excepto horas pico                |
| Hace paradas sólo en horas pico                          | Paradas sólo en horas pico                               |
| Hace paradas en horas pico en direcciones congestionadas | Paradas horas pico o vías congestionadas                 |
| Detalles del periodo de tiempo                           |                                                          |

| Servicio M                           | Estación                              | Acceso para discapacitados | Transferencias | Conexiones                                                                                   |
| ------------------------------------ | ------------------------------------- | -------------------------- | --- | -------------------------------------------------------------------------------------------- |
| Queens                               |                                       |                            | |                                                                                              |
| Hace paradas todo el tiempo          | Middle Village–Metropolitan Avenue    | Acceso para discapacitados | |                                                                                              |
| Hace paradas todo el tiempo          | Fresh Pond Road                       |                            | |                                                                                              |
| Hace paradas todo el tiempo          | Forest Avenue                         |                            | |                                                                                              |
| Hace paradas todo el tiempo          | Seneca Avenue                         |                            | |                                                                                              |
| Brooklyn                             |                                       |                            | |                                                                                              |
| Hace paradas todo el tiempo          | Myrtle–Wyckoff Avenues                | Acceso para discapacitados | L |                                                                                              |
| Hace paradas todo el tiempo          | Knickerbocker Avenue                  |                            | |                                                                                              |
| Hace paradas todo el tiempo          | Central Avenue                        |                            | |                                                                                              |
| Hace paradas todo el tiempo          | Myrtle Avenue-Broadway                |                            | J Z | Bus B15 hacia el Aeropuerto Inter. JFK                                                       |
| Hace paradas sólo los días de semana | Flushing Avenue                       | Acceso para discapacitados | J | Bus B15 hacia el Aeropuerto Inter. JFK                                                       |
| Hace paradas sólo los días de semana | Lorimer Street                        |                            | J |                                                                                              |
| Hace paradas sólo los días de semana | Hewes Street                          |                            | J |                                                                                              |
| Hace paradas sólo los días de semana | Marcy Avenue                          | Acceso para discapacitados | J Z |                                                                                              |
| Manhattan                            |                                       |                            | |                                                                                              |
| Hace paradas sólo los días de semana | Essex Street                          |                            | J Z F (IND Sixth Avenue Line) |                                                                                              |
| Hace paradas sólo los días de semana | Broadway–Lafayette Street             |                            | B D F 6 <6> (IRT Lexington Avenue Line en Bleecker Street; transferencia solo a los trenes del downtown)                                                           |                                                                                              |
| Hace paradas sólo los días de semana | West Fourth Street–Washington Square  | Acceso para discapacitados | B D F A C E (IND Eighth Avenue Line) | PATH en 9th Street                                                                           |
| Hace paradas sólo los días de semana | 14th Street                           |                            | F 1 2 3 (IRT Broadway–Seventh Avenue Line en 14th Street) L (BMT Canarsie Line en Sixth Avenue)                                                                    | PATH en 14th Street                                                                          |
| Hace paradas sólo los días de semana | 23rd Street                           |                            | F | PATH en 23rd Street                                                                          |
| Hace paradas sólo los días de semana | 34th Street–Herald Square             | Acceso para discapacitados | B D F N Q R W (BMT Broadway Line) | PATH en 33rd Street Amtrak, LIRR, NJ Transit en la estación Pensilvania                      |
| Hace paradas sólo los días de semana | 42nd Street–Bryant Park               |                            | B D F 7 <7> (IRT Flushing Line en Fifth Avenue–Bryant Park) |                                                                                              |
| Hace paradas sólo los días de semana | 47th–50th Streets–Rockefeller Center  | Acceso para discapacitados | B D F |                                                                                              |
| Hace paradas sólo los días de semana | Fifth Avenue–53rd Street              |                            | E |                                                                                              |
| Hace paradas sólo los días de semana | Lexington Avenue–53rd Street          | Acceso para discapacitados | E 6 <6> (IRT Lexington Avenue Line en 51st Street) |                                                                                              |
| Queens                               |                                       |                            | |                                                                                              |
| Hace paradas sólo los días de semana | 23rd Street–Ely Avenue                |                            | E G (IND Crosstown Line en Long Island City–Court Square) 7 <7> (IRT Flushing Line en 45th Road–Court House Square; transferencia fuera del sistema del MetroCard) |                                                                                              |
| Hace paradas sólo los días de semana | Queens Plaza                          | Acceso para discapacitados | E R |                                                                                              |
| Hace paradas sólo los días de semana | 36th Street                           |                            | R |                                                                                              |
| Hace paradas sólo los días de semana | Steinway Street                       |                            | R |                                                                                              |
| Hace paradas sólo los días de semana | 46th Street                           |                            | R |                                                                                              |
| Hace paradas sólo los días de semana | Northern Boulevard                    |                            | R |                                                                                              |
| Hace paradas sólo los días de semana | 65th Street                           |                            | R |                                                                                              |
| Hace paradas sólo los días de semana | Roosevelt Avenue–Jackson Heights      | Acceso para discapacitados | E F R 7 (IRT Flushing Line) | Bus Q33 hacia el Aeropuerto LaGuardia Bus Q47 hacia la Terminal Aérea de la Marina LaGuardia |
| Hace paradas sólo los días de semana | Elmhurst Avenue                       |                            | R |                                                                                              |
| Hace paradas sólo los días de semana | Grand Avenue–Newtown                  |                            | R |                                                                                              |
| Hace paradas sólo los días de semana | Woodhaven Boulevard                   |                            | R |                                                                                              |
| Hace paradas sólo los días de semana | 63rd Drive–Rego Park                  |                            | R |                                                                                              |
| Hace paradas sólo los días de semana | 67th Avenue                           |                            | R |                                                                                              |
| Hace paradas sólo los días de semana | Forest Hills–71st/Continental Avenues |                            | E F R | LIRR Main Line en Forest Hills                                                               |